# Patrick Depailler

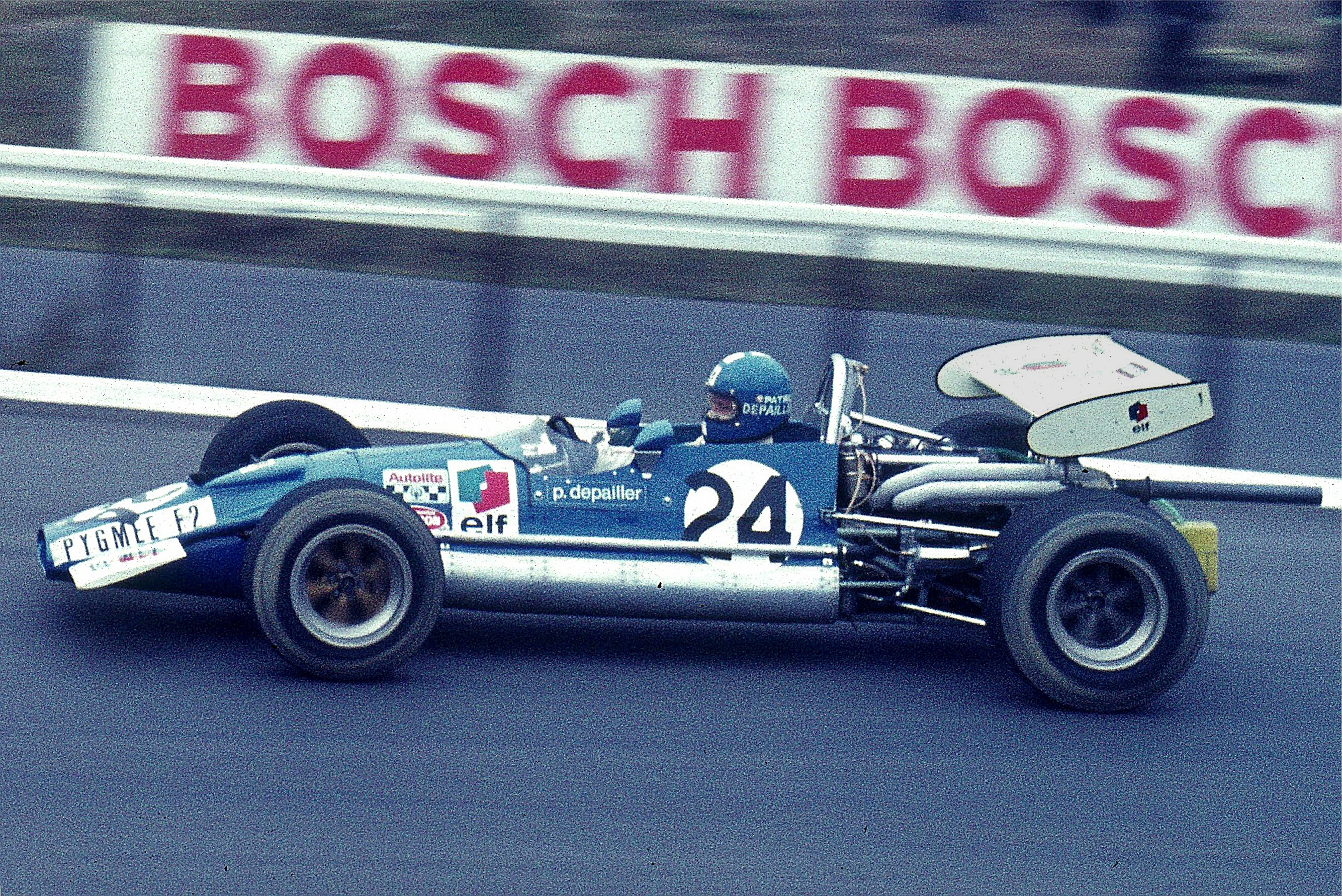
Depailler conduint un cotxe de Fórmula 2 al circuit de Nürburgring l'any 1970.

 Patrick André Eugène Joseph Depailler  va ser un pilot de curses automobilístiques francès que va arribar a disputar curses de Fórmula 1.
Va néixer el 9 d'agost del 1944 a Clarmont d'Alvèrnia, França i va morir en accident provant el monoplaça al circuit de Hockenheim l'1 d'agost del 1980 al volant d'un Alfa Romeo.

## A la F1
Patrick Depailler va debutar a la sisena cursa de la temporada 1972 (la 23a temporada de la història) del campionat del món de la Fórmula 1, disputant el 2 de juliol del 1972 el GP de França al circuit de Charade.
Va participar en un total de noranta-cinc curses puntuables pel campionat de la F1, disputades en un total de vuit temporades no consecutives (1972 i 1974-1980) aconseguint dues victòries i dinou podis en carrera i assolí un total de 139 punts pel campionat del món de pilots.

## Resultats a la Fórmula 1
| Any  | Equip      | Xassís     | Motor      | 1       | 2       | 3       | 4         | 5       | 6       | 7       | 8       | 9       | 10      | 11      | 12      | 13      | 14      | 15      | 16    | 17    | Posició | Punts   |
| ---- | ---------- | ---------- | ---------- | ------- | ------- | ------- | --------- | ------- | ------- | ------- | ------- | ------- | ------- | ------- | ------- | ------- | ------- | ------- | ----- | ----- | ------- | ------- |
| 1972 | Tyrrell    | Tyrrell    | Ford       | ARG     | SUD     | ESP     | MON       | BEL     | FRA NC  | GBR     | ALE     | AUT     | ITA     | CAN     | USA 12  |         |         |         |       |       | -       | 0       |
| 1974 | Tyrrell    | Tyrrell    | Ford       | ARG 6   | BRA 8   | SUD 4   | ESP 8     | BEL Ret | MON 9   | SUE 2   | HOL 6   | FRA 8   | GBR Ret | ALE Ret | AUT Ret | ITA 11  | CAN 5   | USA 6   |       |       | 9è      | 14      |
| 1975 | Tyrrell    | Tyrrell    | Ford       | ARG 5   | BRA Ret | SUD 3   | ESP Ret   | MON 5   | BEL 4   | SUE 12  | HOL 9   | FRA 6   | GBR 9   | ALE 9   | AUT 11  | ITA 7   | USA Ret |         |       |       | 9è      | 12      |
| 1976 | Tyrrell    | Tyrrell    | Ford       | BRA 2   | SUD 9   | O.USA 3 | ESP Ret   | BEL Ret | MON 3   | SUE 2   | FRA 2   | GBR Ret | ALE Ret | AUT Ret | HOL 7   | ITA 6   | CAN 2   | USA Ret | JPN 2 |       | 4t      | 39      |
| 1977 | Tyrrell    | Tyrrell    | Ford       | ARG Ret | BRA Ret | SUD 3   | O.USA 4   | ESP Ret | MON Ret | BEL 8   | SUE 4   | FRA Ret | GBR Ret | ALE Ret | AUT 13  | HOL Ret | ITA Ret | USA 14  | CAN 2 | JPN 3 | 9è      | 20      |
| 1978 | Tyrrell    | Tyrrell    | Ford       | ARG 3   | BRA Ret | SUD 2   | O.USA 3   | MON 1   | BEL Ret | ESP Ret | SUE Ret | FRA Ret | GBR 4   | ALE Ret | AUT 2   | HOL Ret | ITA 11  | USA Ret | CAN 5 |       | 5è      | 34      |
| 1979 | Tyrrell    | Tyrrell    | Ford       | ARG 4   | BRA 2   | SUD Ret | O.USA 5   | ESP 1   | BEL 4   | MON 5   | FRA     | GBR     | ALE     | AUT     | HOL     | ITA     | CAN     | USA     |       |       | 6è      | 20 (22) |
| 1980 | Alfa Romeo | Alfa Romeo | Alfa Romeo | ARG Ret | BRA Ret | SUD NC  | O.USA Ret | BEL Ret | MON Ret | FRA Ret | GBR Ret | ALE     | AUT     | HOL     | ITA     | CAN     | USA     |         |       |       | -       | 0       |

### Resum[2]
| Curses: | Victòries: | Pòdiums: | Poles: | Voltes ràpides: | Punts:    |
| ------- | ---------- | -------- | ------ | --------------- | --------- |
| 95      | 2          | 19       | 1      | 4               | 139 (141) |